# 스티브 갯
스티브 갯(Steve Gadd, 1945년 4월 9일 ~ )은 미국의 세션 및 스튜디오 드러머이다. 다양한 장르에서 인기 있는 음악가들과의 작품으로 유명하다.

## 생애
스티브 갯은 뉴욕 로체스터 교외인 뉴욕 아이언데큇 출신이다. 7살 때 미군에서 근무중이던 삼촌이 그가 드럼을 치도록 격려해주었다. 11살 때 디지 길레스피와 함께 연주를 하였다. 모던 드러머 인터뷰에서 그는 어린 시절 및 그 이후의 영향을 준 사람으로 Buddy Rich, Elvin Jones, Tony Williams와 Rick Marotta의 "less is more" 스타일을 언급하였다.
아이언데큇의 Eastridge 고등학교 졸업 후 Eastman 음악학교로 전학가기 전 2년간 관악 합주단과 콘서트 밴드와 합주하면서 맨해튼 음악학교에서 공부하였다.
1960년대 후반에 졸업 후, 그는 정기적으로 Chuck Mangione 와 그 형제 Gap Mangione와 함께 연주를 하였다. 그의 첫 번째 레코딩은 Gap Mangione의 데뷰 솔로앨범인, Diana in the Autumn Wind (1968)이었다.
갯은 미군에 징병되어 3년을 군 음악 프로그램에서 드러머로서 활동하였으며, 대부분의 시간을 U.S. Army Field Band의 Jazz Ambassadors와 함께 보냈다. 워싱턴 D.C.에 거주하는 동안, 그는 유명한 재즈 드러머 Michael S. Smith에게 잠시 레슨을 받았다. 군 복무 후, 그는 로체스터의 밴드와 연주 및 일을 하였다. 1972년 그는 Tony Levin, Mike Holmes 와 뉴욕으로 여행을 함께 하면서 트리오를 결성하였다. 트리오는 결국 해산되었으나, 갯은 주로 스튜디오 뮤지션으로서 일을 계속하였다. 갯은 한 때 칙 코리아의 Return to Forever에서 활동을 하였으나 탈퇴하였다.
1970년대와 1980년대에 국제적으로 투어를 하였으며, 폴 사이먼과 Al Di Meola 의 Electric Rendezvous Band 와 레코딩을 하였다.
1976년, 갯과 Richard Tee, Eric Gale 와 Cornell Dupree 을 포함한 뉴욕 시티의 다른 세션 뮤지션은 Stuff 라는 그룹을 형성하였다.
1970년 후반에 갯은 그의 드럼 솔로 악보(transcriptions)가 일본에서 판매가 될 정도로 인정받는 드러머가 되었다. 칙 코리아는 그에 대해 이렇게 언급하였다. "모든 드러머는 갯이 완벽하기 때문에 그와 같이 연주하고 싶어한다 ... 그는 드럼 킷에 orchestral and compositional thinking 을 가져왔으며, 그와 동시에 뛰어난 상상력과 훌륭한 스윙 능력을 가지고 있다."
2005년도에 버클리 음악 대학에서 명예 박사 학위를 수여받았다.

## 세션 활동
스티브 갯은 Frank Sinatra, Paul McCartney, 폴 사이먼, 스틸리 댄, Al Jarreau, Joe Cocker, Stuff, Bob James, 칙 코리아, 에릭 클랩튼, Pino Daniele, James Taylor, Jim Croce, Eddie Gomez, The Manhattan Transfer, Michal Urbaniak, Steps Ahead, Al Di Meola, Manhattan Jazz Quintet, Carly Simon, Richard Tee, 존 본 조비, Chet Baker, Paul Desmond, The Bee Gees, Michael McDonald, Michel Petrucciani, Kate Bush, 그리고 David Sanborn 등과 함께 활동하였다.

### 1970년대
1975년에 Van McCoy 와 Soul City Symphony 의 "The Hustle"에서 드럼을 연주하였다. 같은 해에 그는 폴 사이먼의 히트곡, "50 Ways to Leave Your Lover"에서 유명한 드럼 인트로와 비트를 연주하였다.

## 장비
드럼 : 야마하 (Absolute Birch, 검정 및 검정 Rim)
- 5.5 x 14 스티브 갯 모델 스네어 드럼
- 7.5 x 10 탐
- 8 x 12 탐
- 12 x 14 탐
- 14 x 16 탐
- 14 x 22 베이스 드럼 (Maple Custom)

심벌 : Zildjan
- 14" 하이햇 (old K bottom on top, A Custom top on bottom)
- 16" K Constantinople 크래시 심벌
- 18" K Constantinople Dark 크래시 심벌
- 18" K Ride Prototype
- 18" K Constantinople 크래시 심벌

하드웨어
- 야마하 DFP-9310 Double Pedal

헤드
- 스네어 드럼 (batter side) : Remo coated Power Stroke 3
- 탐 : Pinstripes (tops of toms) 및 clear Ambassadors (bottoms)
- 베이스 드럼 (batter side) : Pinstripe

스틱
- Vic Virth Steve Gadd Hickory
- Regal Tip Brushes

## 디스코그래피
Steve Gadd & Friends 로서
- Live At Voce – Deluxe Edition (2010) [BFM Jazz]

Steve Gadd/ with the Gadd Gang 로서:
- Gadd About (1984)
- The Gadd Gang (1986)
- Pigs and Wizards (1987)
- Here & Now (1988)
- Live at Bottom Line (1988)
- Gadd Gang (1991)

Stuff와 함께:
- Stuff (1976)
- Stuff It (1978)
- Live Stuff (1978)
- Live In New York (1980)
- East (1981)
- Best Stuff (1981)

Patti Austin와 함께:
- End of a Rainbow (CTI, 1976)

B.B. King 과 함께
- Riding with the King

Chick Corea와 함께:
- My Spanish Heart
- Friends
- Three Quartets
- The Leprechaun
- The Mad Hatter
- Rendezvous in New York
- The Ultimate Adventure
- (the unreleased version of Hymn of the Seventh Galaxy)

Steely Dan과 함께:
- Aja on (title track)
- Gaucho on ("Glamour Profession", "My Rival", "Third World Man", the title track and 'percussion' on "Hey Nineteen")

Simon and Garfunkel과 함께:
- The Concert in Central Park

The Manhattan Transfer과 함께:
- Mecca for Moderns
- Pastiche

Paul Simon과 함께:
- One-Trick Pony
- Still Crazy After All These Years (track "50 Ways To Leave Your Lover")
- Hearts and Bones
- You're the One
- Paul Simon's Concert in the Park, August 15, 1991
- Surprise
- Late in the Evening

Steps Ahead과 함께:
- Smokin' in the Pit

George Benson과 함께:
- Bad Benson
- Pacific Fire
- GB
- In Your Eyes
- Livin' Inside Your Love
- Good King Bad (CTI, 1975)
- In Concert-Carnegie Hall (CTI, 1975)

Grover Washington과 함께:
- Winelight (Elektra/Asylum, 1980)

Joe Brucato과 함께:
- Free (2007)
- Acoustic Joe Vol. 1 (2009)
- Thank You Soldier (2010)

Eric Clapton과 함께:
- Live at Hyde Park (DVD)
- Pilgrim
- Reptile
- Riding with the King
- One More Car, One More Rider
- Me and Mr. Johnson
- Sessions for Robert J.
- Crossroads Guitar Festival 2004
- Back Home
- Clapton Chronicles
- Old Sock

James Brown과 함께:
- Black Caesar

Art Farmer과 함께
- Crawl Space (CTI, 1977)
- Big Blues (CTI, 1978) with Jim Hall
- Yama with Joe Henderson (CTI, 1979)

Johnny Hammond과 함께:
- Higher Ground (Kudu, 1973)

Milt Jackson과 함께:
- Goodbye (CTI, 1973)

Hubert Laws과 함께:
- In the Beginning (CTI, 1974)
- The Chicago Theme (CTI, 1974)

Yusef Lateef과 함께:
- In a Temple Garden (CTI, 1979)

Jackie and Roy과 함께:
- A Wilder Alias (CTI, 1973)

Al Jarreau와 함께:
- This Time (1980)
- Breakin' Away (1981)
- Jarreau (1983)
- Tenderness (1994)

Rickie Lee Jones와 함께:
- Rickie Lee Jones
- Pirates
- Magazine

Paul McCartney와 함께:
- Tug of War
- Pipes Of Peace

Chuck Mangione와 함께:
- Disguise
- Tarantella
- Main Squeeze
- Land of Make Believe
- Alive
- Together
- Friends and Love

Michel Petrucciani와 함께:
- Trio in Tokyo
- Both Worlds

Al Di Meola와 함께:
- Land of the Midnight Sun, 1976 (track "The Wizard")
- Elegant Gypsy, 1977 (tracks "Flight Over Rio" & "Elegant Gypsy Suite")
- Casino, 1978
- Splendido Hotel, 1980 (tracks "Roller Jubilee" & "Spanish Eyes")
- Electric Rendezvous, 1982
- Tour de Force Live, 1982
- Orange and Blue, 1994 (tracks "Theme of the Mothership" & "Casmir")
- Consequence of Chaos, 2006

Lee Ritenour와 함께:
- Feel the Night
- Captains Journey
- Friendship

Bob James와 함께:
- BJ4 (1977)
- Touchdown (1978)
- Lucky Seven (1979) (Tracks "Rush Hour" and "Blue Lick")

Michel Jonasz와 함께:
- Michel Jonasz au Zénith (1993)
- Où vont les rêves (2002)

Sunlightsquare와 함께:
- Urban Sessions (2006)

Weather Report와 함께
- Mr Gone (1978) (Tracks "Young and Fine" and "And Then")

Funk Factory와 함께
- Funk Factory (1975) (Tracks "Watusi Dance", "Rien Ne Va Plus", "Funk It" and "Lilliput")

Lalo Schifrin와 함께
- Towering Toccata (CTI, 1976)

Jeremy Steig와 함께
- Firefly (CTI, 1977)

James Taylor와 함께
- New Moon Shine, 1991
- October Road, 2002[2]
- James Taylor: A Christmas Album, 2006[2]
- Covers, 2008
- Other Covers, 2009

Art Garfunkel와 함께
- Some Enchanted Evening, 2007[2]
- Songs from a Parent to a Child, 1997[2]

L'Image와 함께
- L'Image 2.0, 2009

Lesley Meguid와 함께
- The Truth About Love Songs, 2010

Chet Baker와 함께
- She Was Too Good to Me, 1974
- Studio Trieste, (CTI 9007, 1982)

Don Sebesky와 함께
- The Rape of El Morro (CTI, 1975)

Masahiko Satoh와 함께
- Amorphism, 1985

Kate Bush와 함께:
- Director's Cut, 2011
- 50 Words for Snow, 2011

## 참고 자료
1. ↑  Steve Gadd at Drummerworld - Steve Gadd Drum Set Up
2. 1 2 3 4  “Official website: discography”. Drstevegadd.com. 1991년 8월 15일. 2011년 10월 18일에 원본 문서에서 보존된 문서. 2011년 10월 15일에 확인함.